# Acompáñame (telenovela)
Para otros usos de la palabra, ver Acompáñame
Acompáñame fue una telenovela mexicana producida por Irene Sabido para Televisa en 1977. Protagonizada por Silvia Derbez, Kitty de Hoyos y Magda Guzmán. Fue la segunda de la trilogía de telenovelas didácticas producidas por Televisa, precedida por Ven conmigo y sucedida por Vamos juntos. El tema principal de la telenovela giró en torno a la planificación familiar y en cómo una desmedida cantidad de hijos puede complicar la vida de una madre.

## Argumento
Amanda y sus dos hermanas Raquel y Esperanza se criaron felizmente en la localidad de Tacubaya en la Ciudad de México. Sus vidas cambian por completo cuando las tres ya adultas se casan y comienzan una nueva vida.
Amanda se ha convertido en una profesional y está felizmente casada con Esteban, con quien tiene tres hijos. Pero la felicidad termina abruptamente cuando Amanda se entera de que su esposo tiene cáncer, y fallece poco después.
Raquel se ha convertido en una mujer bella y rica, pero orgullosa y frívola. Está casada con un buen hombre, Octavio, tienen un hijo al que Raquel no ofrece amor y hace como si no existiera. La egoísta mujer nunca quiso darle más hijos a Octavio por temor a perder su esbelta figura.
Esperanza en tanto, se casó con Efrén, con quien vive dichosa hasta que, al no planificar su familia correctamente, empiezan a llenarse de hijos, hasta llegar a diez. La situación se vuelve caótica pues el sueldo de Efrén no alcanza para mantener a su numerosa familia, por lo que se ven obligados a vivir en una extrema pobreza. Efrén termina sumido en la bebida y Esperanza en una desesperación extrema por trata de mantener unida a su familia.
Será Amanda la encargada de ayudar a sus hermanas y cambiar sus vidas para siempre.

## Elenco
- Silvia Derbez - Amanda
- Kitty de Hoyos - Raquel
- Magda Guzmán - Esperanza
- Marta Aura - Angustias
- Fernando Larrañaga - Esteban
- Carlos Monden - Octavio
- Raúl "Chato" Padilla - Efrén
- Martha Zavaleta - Yolanda
- Elizabeth Dupeyrón - Rita
- María Rojo - Martha
- Jorge Ortiz de Pinedo - Federico
- Tony Carbajal - Dr. Beltrán
- Octavio Galindo - Alberto
- Maya Ramos - María Luisa
- Silvia Mariscal - Adriana
- Ramón Arauza - Fabián
- Lili Inclán - Flavia
- Zully Keith - Mercedes
- Laura Zapata - Karla
- Guillermo Gil - Jesús
- Lourdes Canale - Estela
- Jorge Lavat - Doctor
- Dolores Beristáin - Vecina
- Blanca Torres - Trabajadora social
- Eduardo Rojas - Cacomixtle
- Luis Torner
- Fabián
- Erika Buenfil
- Luis Vega
- Alejandro Aura